# Carneool
Carneool of kornalijn is een vlees- tot bruinrode, doorschijnende tot ondoorzichtige chalcedoonvariëteit. Het behoort tot de kwartsen. Het element dat de rode kleur veroorzaakt, is ijzer dat in kleine onzuiverheden in het mineraal zit. Door verhitting kan de kleur verdiepen. Carneool is genoemd naar het Latijnse caro, dat "vlees" betekent. De oude Nederlandse naam is kornalijn.

## Geschiedenis
Carneool werd al voor het begin van onze tijdrekening gebruikt voor de vervaardiging van zegelstenen en sieraden. Men beweerde dat carneool bescherming bood tegen ruzie, kiespijn en zenuwaandoeningen, bloedingen stopt, koorts verlaagt, toorn vermindert en geluk brengt.

## Voorkomen
Carneool ontstaat in vulkanische en verweringszones en is onder meer bekend uit India, Saoedi-Arabië en Egypte; belangrijke vindplaatsen bevinden zich verder in Brazilië, de Verenigde Staten, Australië, Rusland, Tsjechië, Duitsland en Roemenië.

## Bewerking
Cabochons, tafelslijpsel, kleine gesneden stenen en sieraden.